# Gennaro Bellelli
Gennaro Bellelli (Napoli, 18 settembre 1812 – Napoli, 21 maggio 1864) è stato un politico italiano.

## Biografia
Apparteneva alla illustre famiglia dei Bellelli; il padre Gaetano Bellelli de Angelis (1780 - 1838) era stato creato barone il 24 dicembre 1811 da Gioacchino Murat, titolo poi passato ai suoi discendenti.
Devoto alle idee liberali, ebbe notevoli contrasti con il governo borbonico che lo portarono alla prigionia e poi all'esilio. Deputato di Salerno nel Parlamento napoletano del 1848, fu costretto a trasferirsi con la famiglia a Firenze per ben dieci anni, fino all'unità d'Italia.
Destinato dapprima alla carica di direttore generale delle poste, dei telegrafi e delle strade ferrate nelle provincie meridionali, esercitò questo incarico dal settembre 1860 fino al 19 marzo 1861, quando tale ufficio fu soppresso.
Venne quindi eletto al Senato del Regno (Italia), di cui fu anche segretario.
Sposato con Laure Degas, zia del pittore Edgar Degas, ebbe da lei due figlie: Giovanna e Giulia. Fu immortalato dal suo nipote acquisito nel celebre ritratto La famiglia Bellelli, accanto a moglie e figlie.